# Höhenweg Moosalp–Jungen
Der Höhenweg Moosalp–Jungen ist ein Höhenweg mit der Schwierigkeit T2 im Kanton Wallis in der Schweiz. Er führt von der Moosalp (2048 m ü. M.) über Läger (2108 m ü. M.) und Obri Äbi (2190 m ü. M.) nach Jungen (1960 m ü. M.). Der Höhenweg von der Moosalp direkt nach Jungen ist 9,7 km lang und wurde im Jahre 1980 eröffnet.

## Wegverlauf und -varianten

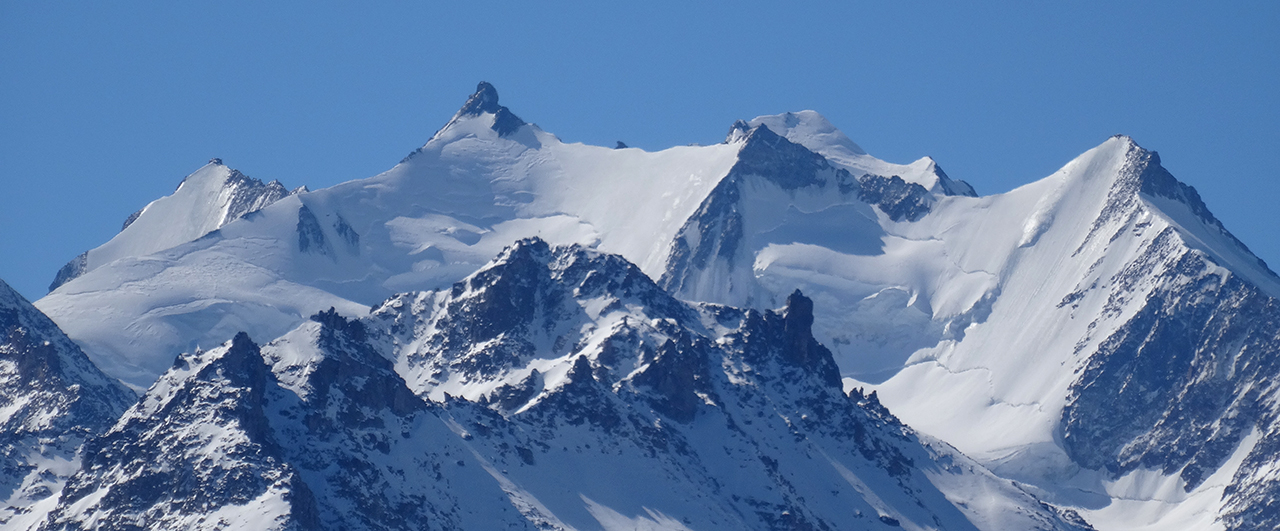
Blick von der Moosalp auf die Mischabel, von rechts Hohberghorn, im Hintergrund Dom, Stecknadelhorn, Nadelhorn und im Hintergrund Lenzspitze.

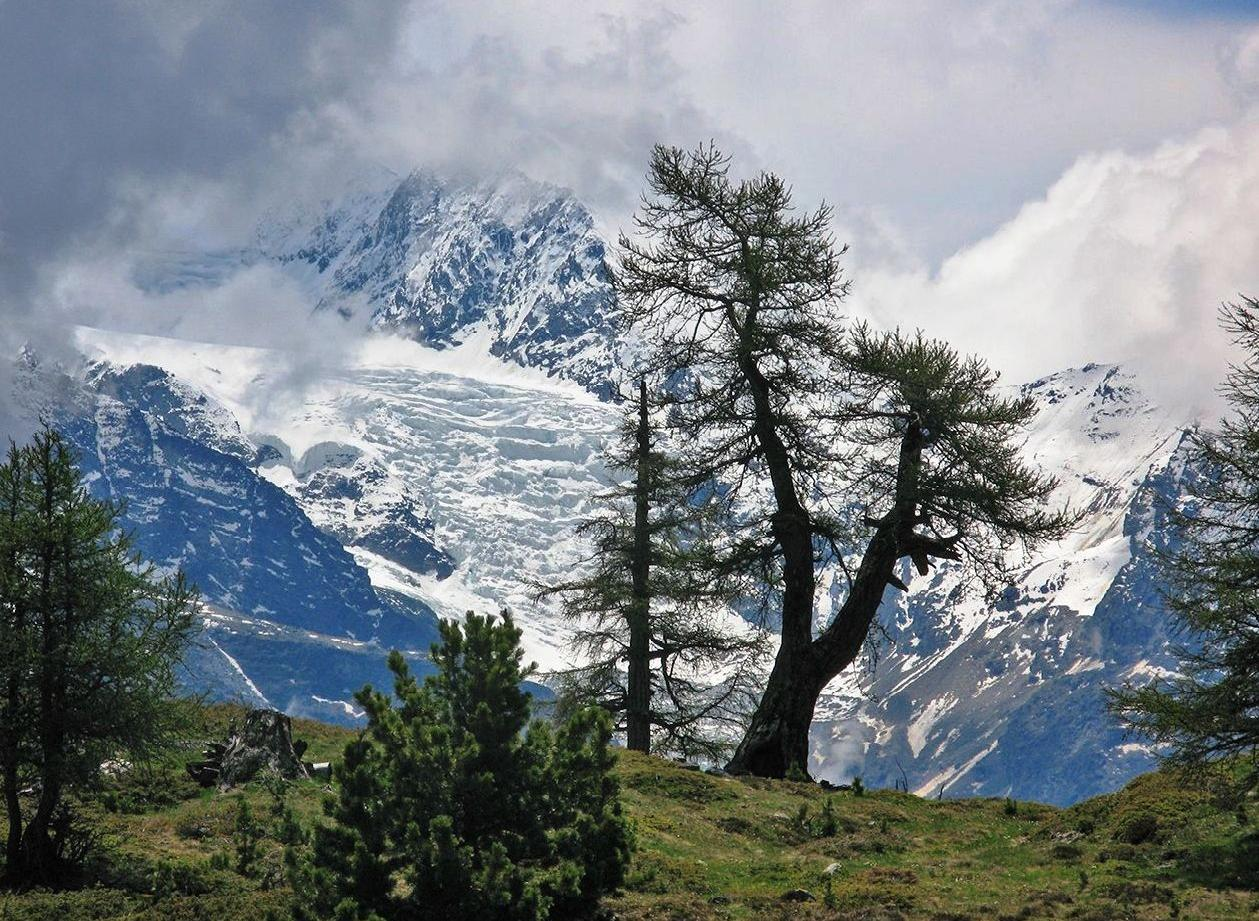
Blick von der Moosalp oberhalb Törbel auf den Riedgletscher.

Von der Moosalp auf 2048 m ü. M. geht es in südlicher Richtung fast ebenwegs durch lichten Lärchenwald, später mit hervorragender Aussicht hoch über dem Mattertal durch Wiesenhänge, dann in 2050 m ü. M. über den Törbelbach und durch zwei Suonentunnels nach Läger auf 2108 m ü. M. (Läger walliserdeutsch für Ruheplatz für das Vieh). Alternativ kann die Wanderung von Törbel auf 1502 m ü. M. oder Zeneggen auf 1370 m ü. M. begonnen werden, von wo schöne Wanderwege hinauf auf die Moosalp führen. Von Läger kann zudem Schalb auf 1900 m ü. M. und Embd auf 1356 m ü. M. erreicht werden. Eine Seilbahn führt von Schalb nach Embd und eine weitere von Embd nach Kalpetran hinunter.
Nach Läger in südlicher Richtung, also Tal einwärts, wird der Embdbach in 2042 m ü. M. überquert und vorbei an der Abzweigung zum Augstbordpass in einer Höhe von 2095 m ü. M. Obri Äbi auf 2190 m ü. M. erreicht. Auf einer Höhe von 2185 m ü. M. vorbei an der Abzweigung nach Obri Läger und Undri Läger führt der Höhenweg über Wolftole (Tole walliserdeutsch für Mulde) nach Jungen. Von Jungen wird St. Niklaus Dorf über den Jungerweg erreicht. In Jungen besteht zudem die Möglichkeit, von der Bergstation Jungen per Seilbahn nach St. Niklaus Dorf hinunterzufahren.
Alternativ kann bei der Abzweigung auf 2185 m ü. M. das Jungtal in 2387 m ü. M. über Obri Läger (2355 m ü. M.) und Undri Läger (2259 m ü. M.) erreicht werden, dann gelangt man über den Jungtalweg – Alpenblumenweg  nach Jungen. Im Jungtal kann zudem der Weisshornweg zur Topalihütte genommen werden, wobei nun aber mit der Schwierigkeit T4 zu rechnen ist.

## Einkehrmöglichkeiten
- Moosalp
- Jungen
- St. Niklaus Dorf
- Törbel
- Zeneggen